# غاليني

غاليني (باليونانية: Γαληνη)‏ بحسب الميثولوجيا الإغريقية القديمة، كانت حورية بحرية، وابنة نيريوس ودوريس. واعتبرت غاليني تجسيداً للبحر الهادئ.